# Eumerus caboverdensis
Eumerus caboverdensis är en tvåvingeart som beskrevs av Barkemeyer 2002. Eumerus caboverdensis ingår i släktet månblomflugor, och familjen blomflugor. Inga underarter finns listade i Catalogue of Life.